# 津吹みゆ
津吹 みゆ（つぶき みゆ、1996年2月28日 - ）は、日本の演歌歌手である。本名は津吹 実佑（つぶきみゆ）、福島県西白河郡矢吹町出身。所属はクラウンミュージック。

## 来歴
母親が演歌好きでいつも家や車の中で演歌が流れており、小さい頃からそれを聴いていたことから自然と演歌が好きになっていった。祖父母も歌が好きで、よく一緒に田んぼに行っては、演歌だけでなく歌謡曲や童謡なども歌ったという。母親が音楽療法士としてボランティア活動をしており、本人も小学生の頃から一緒にお年寄りがいる施設に出掛けて歌を披露。歌で喜んでもらえると嬉しいという気持ちを持つと共に、もっと上手に歌いたいと思うようになる。こうした音楽が身近にある環境の中で育ったことが大きな要因となり歌手になりたいという気持ちを抱く。
小学校3年生の時からカラオケ大会に出場するようになる。高校2年生であった2012年の夏に地元の福島県いわき市で行われた『NHKのど自慢』に出場。それがきっかけで日本クラウンからスカウトされる。スカウト者が作曲家の四方章人を紹介、学業に力を注ぐ一方で歌のレッスンを受け続ける。高校在学中は新幹線で福島から東京にレッスンに通っていた。両親が介護福祉士をしており、本人も福祉関係の大学に行く事も考えていたが、憧れていた歌の道に進める滅多にないチャンスだとして、四方の世話になることを決意。
高校卒業後に上京し、四方の門下生として本格的な歌の修業に入る。2015年2月25日に「会津・山の神」（あいづ・やまのかみ）でデビュー。
目標は坂本冬美のように男歌も女歌も演歌以外の歌も、自分らしく歌える歌手になること。演歌を知らない若い世代にも魅力をわかってもらえるように歌っていきたい、そして、目標にされる歌手になれるように頑張りたいとも語っている。
まだ初々しさが残るが、素直で伸びのある歌声が特徴で今後の活躍が期待される歌手である。

### 年表
2015年
- 2月25日、「どんと響く！直球ボイス！津吹みゆ デビュー!!」のキャッチフレーズでクラウンレコードよりふるさと福島を舞台にした「 会津・山の神 」（あいづ・やまのかみ）でデビュー。上京後約一年、誕生日が目前ではあったが、18歳でのデビューとなった。
- 4月4日、福島県にあるJR東日本・会津若松駅の一日駅長を委嘱され、「会津地酒列車」というお座敷列車等で歌唱をする。
- 9月9日日本歌手協会主催の第42回日本歌手協会「歌謡祭・歌謡フェスティバル」で2015年度最優秀新人賞を受賞[6]。

2016年
- 2月3日、「どんと響く！直球ボイス！第2弾！」「望郷恋歌」（ぼうきょうこいうた）をリリース。
- 2月23日、天狗（てんぐ）の面をかぶった5人組ヘビメタルバンド「¥（エン）カウンター」と異色のユニットを結成し、東京・渋谷のライブハウス「渋谷clubasia」でお披露目ライブを行う。演歌とロックのコラボが話題となり、複数のメディアがニュースとして取り上げ、その日のYahoo!ニュースでも配信された[7][8][9]。
- 6月、福島県矢吹町の観光PR大使に就任。

2018年
- 11月14日、工藤あやの、羽山みずきと組んだ 東北出身の女性演歌歌手ユニットみちのく娘!として「春ッコわらし／北国の春」をリリース。

2022年
- DAM CHANNEL演歌6代目MCに決定[10]

## 人物
- 身長154cm、血液型O型、星座うお座[11] 東日本大震災当日（2011年3月11日）は中学の卒業式であった。高校時代は吹奏楽部に所属。
- 特技は フルート、趣味はアンティーク調の雑貨収集 ・ピアノ ・ 旅行、好きな事は旅行番組を見ること、好きな色は白・ピンク・ネイビー、好きな食べ物はおから・煮物・ ロールキャベツ ・ ハンバーグ、好きな花はカーネーションである[12]。

## ディスコグラフィ

### シングル
- すべて日本クラウンからリリース。

| #  | 発売日          | 曲順 | タイトル         | 作詞         | 作曲     | 編曲       | オリコン 最高順位 | 規格品番           |
| -- | --------------- | ---- | ---------------- | ------------ | -------- | ---------- | ----------------- | ------------------ |
| 1  | 2015年 2月25日  | 01   | 会津・山の神     | 原文彦       | 四方章人 | 前田俊明   | -                 | CRCN-1860          |
| 1  | 2015年 2月25日  | 02   | わたしの門前仲町 | 四方章人     | 四方章人 | 前田俊明   | -                 | CRCN-1860          |
| 2  | 2016年 2月3日   | 01   | 望郷恋歌         | 原文彦       | 四方章人 | 前田俊明   | 36位              | CRCN-1940          |
| 2  | 2016年 2月3日   | 02   | ふるさと母さん   | 原文彦       | 四方章人 | 前田俊明   | 36位              | CRCN-1940          |
| 3  | 2017年 1月25日  | 01   | 雨のむこうの故郷 | 原文彦       | 四方章人 | 前田俊明   | -                 | CRCN-8017          |
| 3  | 2017年 1月25日  | 02   | あした咲く花     | 原文彦       | 四方章人 | 前田俊明   | -                 | CRCN-8017          |
| 4  | 2018年 2月7日   | 01   | 哀愁の木曽路     | たかたかし   | 四方章人 | 蔦将包     | -                 | CRCN-8118          |
| 4  | 2018年 2月7日   | 02   | 風泣き港         | たかたかし   | 四方章人 | 蔦将包     | -                 | CRCN-8118          |
| 5  | 2018年 10月3日  | 01   | 望郷さんさ       | 万城たかし   | 四方章人 | 伊戸のりお | 40位              | CRCN-8185          |
| 5  | 2018年 10月3日  | 02   | 由良川恋文       | 万城たかし   | 宮下健治 | 伊戸のりお | 40位              | CRCN-8185          |
| 6  | 2019年 6月5日   | 01   | みちのく恋桜     | 万城たかし   | 四方章人 | 南郷達也   | 49位              | CRCN-8252          |
| 6  | 2019年 6月5日   | 02   | すみれの恋       | 万城たかし   | 四方章人 | 南郷達也   | 49位              | CRCN-8252          |
| 7  | 2020年 2月19日  | 01   | 嫁入り峠         | 万城たかし   | 四方章人 | 南郷達也   | 34位              | CRCN-8308 (通常盤) |
| 7  | 2020年 2月19日  | 02   | らっせら吹雪     | 万城たかし   | 四方章人 | 南郷達也   | 34位              | CRCN-8308 (通常盤) |
| 7  | 2020年 10月7日  | 02   | 夕霧の月         | 万城たかし   | 四方章人 | 南郷達也   | 34位              | CRCN-8356 (新装盤) |
| 8  | 2021年 2月24日  | 01   | おんなの津軽     | 原文彦       | 四方章人 | 伊戸のりお | 47位              | CRCN-8391          |
| 8  | 2021年 2月24日  | 02   | 高野雨           | 原文彦       | 四方章人 | 伊戸のりお | 47位              | CRCN-8391          |
| 9  | 2021年 9月22日  | 01   | 東京ホタル       | 伊藤薫       | 伊藤薫   | 矢野立美   | 41位              | CRCN-8427          |
| 9  | 2021年 9月22日  | 02   | 黄昏の雪         | 伊藤薫       | 伊藤薫   | 矢野立美   | 41位              | CRCN-8427          |
| 10 | 2022年 3月30日  | 01   | 壇ノ浦恋歌       | たきのえいじ | 四方章人 | 竹内弘一   | 19位              | CRCN-8472          |
| 10 | 2022年 3月30日  | 02   | 竜のまつり       | 本橋夏蘭     | 四方章人 | 竹内弘一   | 19位              | CRCN-8472          |
| 11 | 2022年 10月26日 | 01   | おんなの嵯峨野路 | たきのえいじ | 四方章人 | 竹内弘一   | 35位              | CRCN-8520          |
| 11 | 2022年 10月26日 | 02   | 縁酒             | たきのえいじ | 四方章人 | 竹内弘一   | 35位              | CRCN-8520          |
| 12 | 2023年 6月14日  | 01   | 郡上しぐれて     | たきのえいじ | 四方章人 | 竹内弘一   | 34位              | CRCN-8575          |
| 12 | 2023年 6月14日  | 02   | 母子草           | たきのえいじ | 四方章人 | 竹内弘一   | 34位              | CRCN-8575          |
| 13 | 2024年 1月10日  | 01   | 会津なみだ橋     | かず翼       | 四方章人 | 竹内弘一   | 19位              | CRCN-8624          |
| 13 | 2024年 1月10日  | 02   | 恋は女の晴れ舞台 | かず翼       | 四方章人 | 竹内弘一   | 19位              | CRCN-8624          |
| 14 | 2024年 11月27日 | 01   | なみだ紅         | 麻こよみ     | 四方章人 | 竹内弘一   | 26位              | CRCN-8708          |
| 14 | 2024年 11月27日 | 02   | 闇夜においで     | さくらちさと | 四方章人 | 竹内弘一   | 26位              | CRCN-8708          |

#### デュエット・シングル
| 発売日         | デュエット | 曲順 | タイトル | 作詞       | 作曲   | 編曲       | 規格品番  |
| -------------- | ---------- | ---- | -------- | ---------- | ------ | ---------- | --------- |
| 2016年 8月11日 | 鳥羽一郎   | 02   | 四季の山 | 川井倭文子 | 弦哲也 | 松井タツオ | CRCN-3610 |

### アルバム

#### オリジナル・アルバム
| 発売日        | タイトル                                        | 規格品番   |
| ------------- | ----------------------------------------------- | ---------- |
| 2020年2月26日 | 笑顔いっぱい歌にのせて〜デビュー5周年アルバム〜 | CRCN-20466 |

#### カバー・アルバム
| 発売日        | タイトル                           | 規格品番   |
| ------------- | ---------------------------------- | ---------- |
| 2016年4月27日 | 望郷こころ歌 Vol.1〜名曲カバー集〜 | CRCN-20420 |
| 2017年4月5日  | 望郷こころ歌 Vol.2〜永遠の名曲選〜 | CRCN-20428 |
| 2018年6月6日  | 望郷こころ歌 Vol.3〜旅路の夢〜     | CRCN-20450 |

#### ベスト・アルバム
| 発売日       | タイトル                                | 規格品番   |
| ------------ | --------------------------------------- | ---------- |
| 2025年4月2日 | デビュー10周年記念 オリジナルベスト2025 | CRCN-41523 |

#### 参加アルバム
| 発売日        | タイトル                   | 収録曲                            | 規格品番   |
| ------------- | -------------------------- | --------------------------------- | ---------- |
| 2022年12月7日 | 聖なる予言 Holy prediction | もう一度会いたい〜Beautiful place | CRCI-20921 |

## 出演

### テレビ
- BS日テレ「新・3人の歌仲間 with DAM CHANNEL 演歌[14]」火曜日5:00 - MC
- BS日テレ「令和歌謡塾」水曜日5:00 - MC
- テレビ埼玉・群馬テレビ「こちら最新歌謡曲」 川野夏美・瀬口侑希と共にMC
  - テレビ埼玉 月曜日8:00 -
  - 群馬テレビ 土曜日13:30 -
- テレビ埼玉「からおけ1ばん」木曜日19:00 - 岸田敏志と共にMC
- BS11「演歌百撰」（2016年7月24日より、MC滝トールのアシスタント。放送時間は不定期だが、水曜23:30-24:00、土曜18:30-18:45が多い。2021年以降の出演はない。詳しくは「演歌百撰(テレビ)」の現状（関西放送制作）の項を参照。）

### ラジオ
- ラジオ大阪「みゆ&たかおの直球ボイス!」土曜日 16:30 - 藤川貴央と共にMC
- ラジオ大阪「土曜クラウン劇場 みゆ×てつ」土曜日 16:30 - 竜徹日記の木村徹二と共にMC
- 栃木放送「津吹みゆのおはみゆ」月曜日 - 金曜日 5:45 -

### CM
- 2015年4月より国土緑化推進機構、国土緑化運動キャンペーン「緑の募金」のコマーシャルに北島三郎、西田あいと共に出演。

## その他
- 福島県警察 1日通信指令室長（2017年1月10日）[2]